# Élections législatives de 1919 dans la Creuse
Les élections législatives de 1919 ont eu lieu le 16 novembre 1919.

## Résultats à l'échelle du département
| Liste          | Liste                                                                                       | Moyenne        | %      | Sièges | Candidat           | Candidat       | Tendance | Voix   | %     |
| -------------- | ------------------------------------------------------------------------------------------- | -------------- | ------ | ------ | ------------------ | -------------- | -------- | ------ | ----- |
|                |                                                                                             |                |        |        |                    |                |          |        |       |
|                | Candidat socialiste indépendant                                                             | 33 139         | 63,93  | 1      |                    | René Viviani   | PRS      | 33 139 | 63,93 |
|                |                                                                                             |                |        |        |                    |                |          |        |       |
|                | Liste des candidats du Bloc des gauches, républicains , radicaux-socialistes et socialistes | 23 267         | 44,88  | 2      |                    | Victor Judet   | PRRRS    | 19 943 | 38,47 |
|                | Liste des candidats du Bloc des gauches, républicains , radicaux-socialistes et socialistes | 23 267         | 44,88  | 2      | Henri Connevot     | PRRRS          | 26 592   | 51,30  |       |
|                |                                                                                             |                |        |        |                    |                |          |        |       |
|                | Candidat radicale socialiste                                                                | 21 002         | 40,51  | 1      |                    | François Binet | PRRRS    | 21 002 | 40,51 |
|                |                                                                                             |                |        |        |                    |                |          |        |       |
|                | Liste des anciens combattants                                                               | 10 928         | 21,08  | 0      |                    | Gabriel Adenis | ARD      | 11 779 | 22,72 |
|                | Liste des anciens combattants                                                               | 10 928         | 21,08  | 0      | Dubreuil           | ARD            | 10 078   | 19,44  |       |
|                |                                                                                             |                |        |        |                    |                |          |        |       |
|                | Liste de Républicains socialistes                                                           | 10 835         | 20,90  | 0      |                    | Danton         | PRS      | 12 185 | 23,51 |
|                | Liste de Républicains socialistes                                                           | 10 835         | 20,90  | 0      | Camille Riffaterre | PRS            | 11 485   | 22,15  |       |
|                |                                                                                             |                |        |        |                    |                |          |        |       |
|                | Liste socialiste unifiée                                                                    | 9 892          | 19,08  | 0      |                    | Cougnoux       | SFIO     | 9 285  | 17,91 |
|                | Liste socialiste unifiée                                                                    | 9 892          | 19,08  | 0      | Camille Benassy    | SFIO           | 11 464   | 22,11  |       |
|                | Liste socialiste unifiée                                                                    | 9 892          | 19,08  | 0      | Desmoulins         | SFIO           | 9 215    | 17,78  |       |
|                | Liste socialiste unifiée                                                                    | 9 892          | 19,08  | 0      | Blanchet           | SFIO           | 9 606    | 18,53  |       |
|                |                                                                                             |                |        |        |                    |                |          |        |       |
| Inscrits       | Inscrits                                                                                    | Inscrits       | 75 478 | 100,00 |                    |                |          |        |       |
| Votants        | Votants                                                                                     | Votants        | 52 467 | 69,51  |                    |                |          |        |       |
| Abstentions    | Abstentions                                                                                 | Abstentions    | 23 011 | 30,49  |                    |                |          |        |       |
| Blancs et nuls | Blancs et nuls                                                                              | Blancs et nuls | 627    | 1,20   |                    |                |          |        |       |
| Exprimés       | Exprimés                                                                                    | Exprimés       | 51 840 | 98,80  |                    |                |          |        |       |